# Allohelea basiflava
Allohelea basiflava är en tvåvingeart som först beskrevs av Tokunaga 1963.  Allohelea basiflava ingår i släktet Allohelea och familjen svidknott. Inga underarter finns listade i Catalogue of Life.